# Molophilus hirtipennis
Molophilus hirtipennis là một loài ruồi trong họ Limoniidae. Chúng phân bố ở miền Tân bắc.